# Siklóvasút

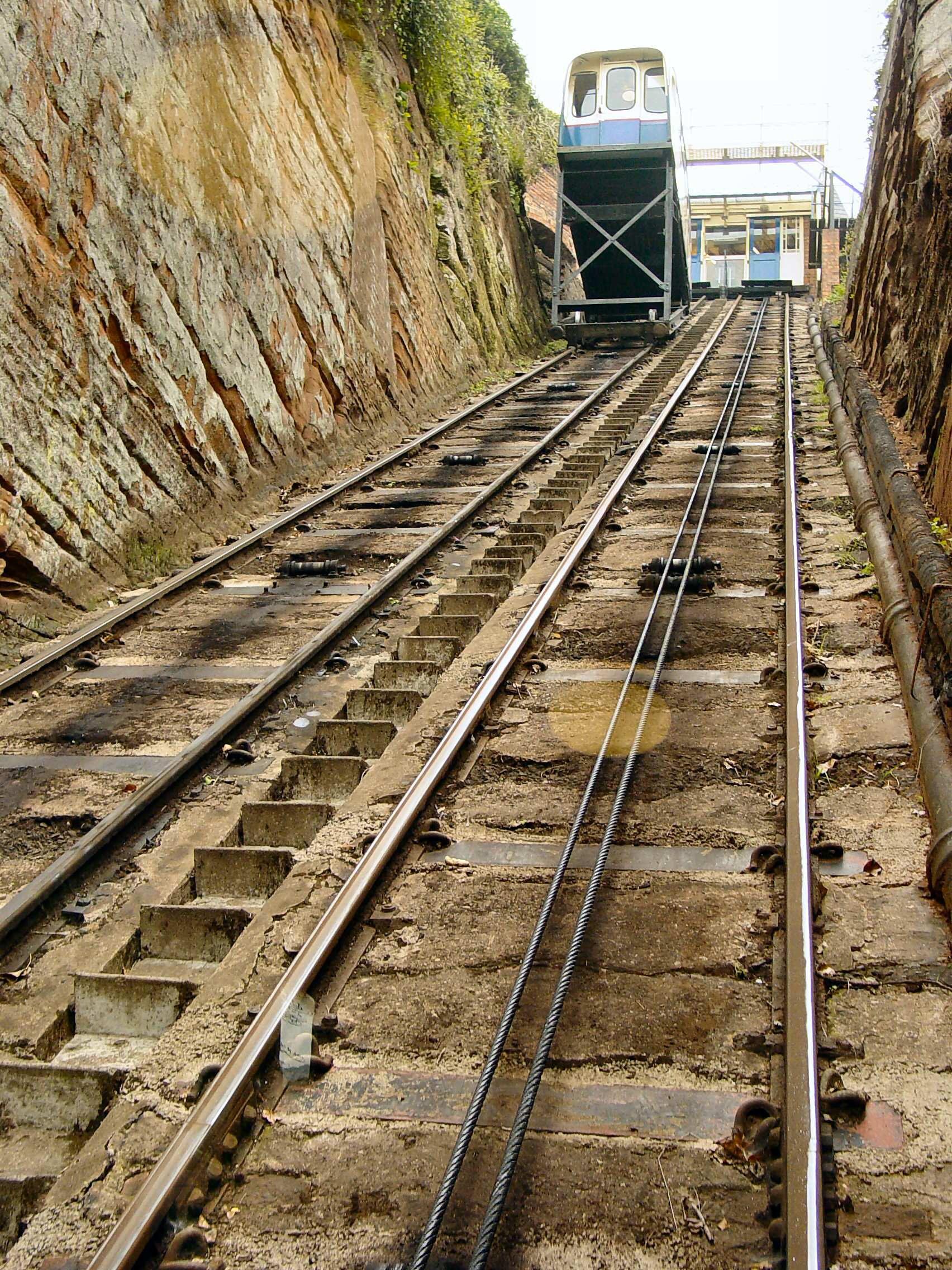
A bridgenorthi siklóvasút

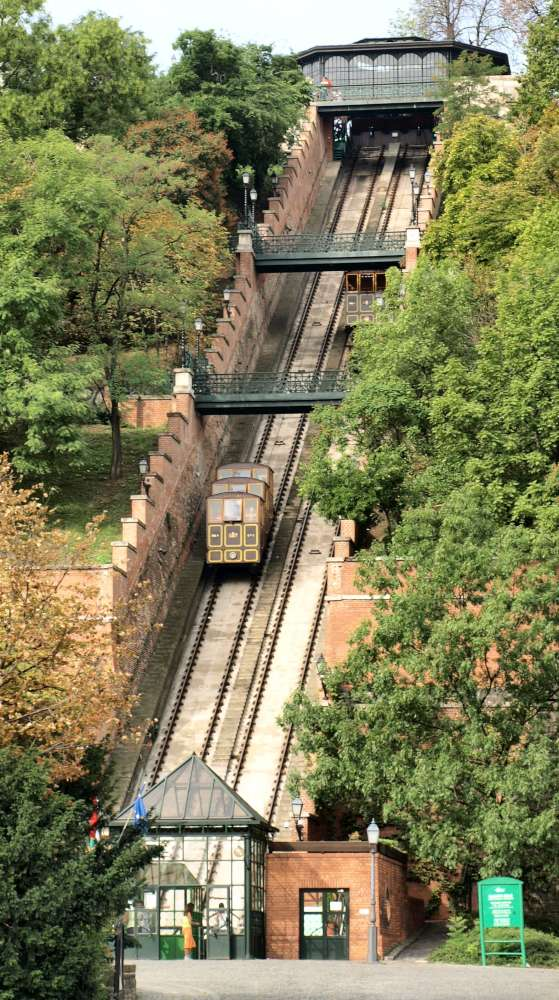
A Budavári sikló kétszer két sínes siklópályája

A sikló vagy siklóvasút nagy emelkedésű területeken, általában hegyoldalakon vezető különleges vasút.

## Története

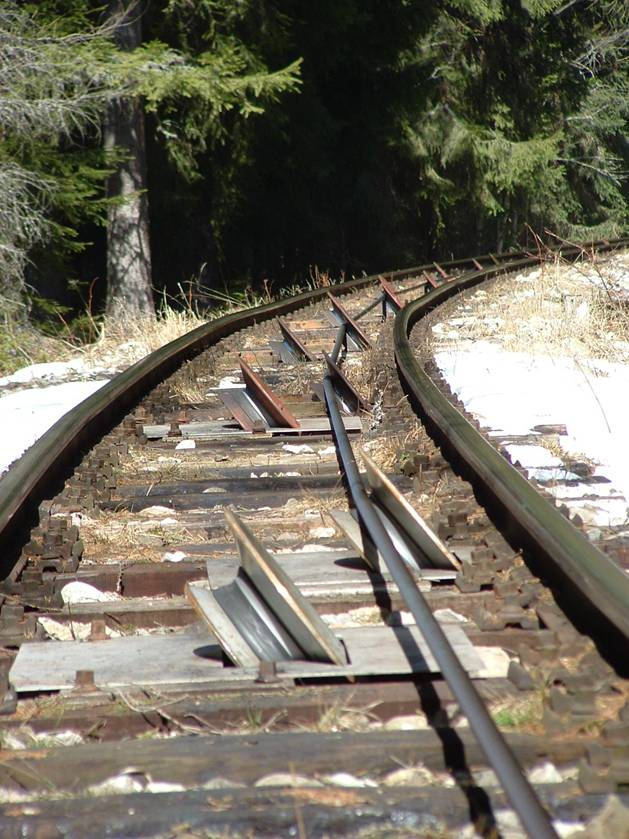
Siklópálya ívben

A siklóvasút tulajdonképpen megelőzte a hagyományos vasutat is, először ugyanis a 16. században olyan helyeken épült ki hasonló rendszer, ahol a földrajzi szintkülönbség miatt nem kerülhetett szóba hagyományos lovaskocsis kiszolgálás, például egy dombon vagy hegyen épült vár esetén. Itt fából készült pályát alakítottak ki, ahol egyszerűen kötéllel engedték majd húztak fel egy oda kialakított kocsit. A működést ekkor még természetesen állati vagy emberi erő végezte.
Az első ingaforgalmú siklót 1862-ben Lyon és Croix Rousse (Franciaország) között építették meg, Magyarországon 1870-ben épült meg a Budavári sikló.
Wein János 1894-ben készített tervei szerint sikló létesült volna a Gellért-hegyre, ennél a felső végállomáson álló szerelvény tartályába annyi vizet szivattyúztak volna, amennyi elegendő lett volna az utasokkal teli alsó állomáson álló szerelvény felvontatására. A gellért-hegyi sikló máig nem valósult meg.

## A pálya kialakítása

Négy-, azaz kétszer két-, három- és kétsínes siklópályák ábrája

A siklópályák a vasúti pályához hasonló kialakításúak, általában 600 és 4500 mm közötti a nyomtávolságuk. Ezen a pályán a járműveket sodronykötéllel vontatják. Létesítése rövid távolságú és nagy emelkedésű (50–900‰) szállítási feladatokra a legcélszerűbb.
Kiépíthető kétsínes, háromsínes és ritkábban kétszer kétsínes (kétvágányú) megoldással.

### Kétsínes siklópálya
A kétsínes megoldásnál csak egy vágány van a hegyoldalra fektetve, ezen az egy vágányon a hajtómotor segítségével a drótkötéllel leengedik, illetve felhúzzák a kocsit.
Másik lehetőség a kétsínes módszernél, hogy a pálya közepére kitérőt építenek, így már két jármű közlekedhet egyszerre, amik középen egymásnak kitérnek. A kitérőt hagyományos váltók nélkül, a kerekek megfelelő kialakításával oldják meg: a szélső sínszálaknál két nyomkarimás, a belsőknél nyomkarima nélküli kerekekkel.

### Háromsínes siklópálya
A háromsínes siklópályán három sínszálat építenek a pályába, ezeknél a középső sínszálat a két kocsi közösen használja, míg a külső sínszálat csak az egyik. A középső sínszál a pálya középpontjánál „kettéválik” és a kocsik itt tudnak egymásnak kitérni.

### Kétszer kétsínes siklópálya
A kétszer kétsínes sikló a kétvágányú vasúti pályának megfelelő kialakítású, a két siklókocsi külön-külön vágányon halad.

## A járművek
A járművek utazási szintje, vagy rakszintje olyan kialakítású, hogy a nagy emelkedőben való haladáskor is vízszintes marad. Lehet lépcsőzetes szerkezetű is, a 300‰-esnél nagyobb emelkedőben közlekedő járművek viszont már állványkocsis kialakításúak.

## Lásd még
- Budavári sikló
- Bom Jesus Sikló, Braga, Portugália
- Ótátrafüredi Siklóvasút, Szlovákia